# Орандж-Біч
Орандж-Біч (англ. Orange Beach) — місто (англ. city) в США, в окрузі Болдвін штату Алабама. Населення — 8095 осіб (2020).

## Географія

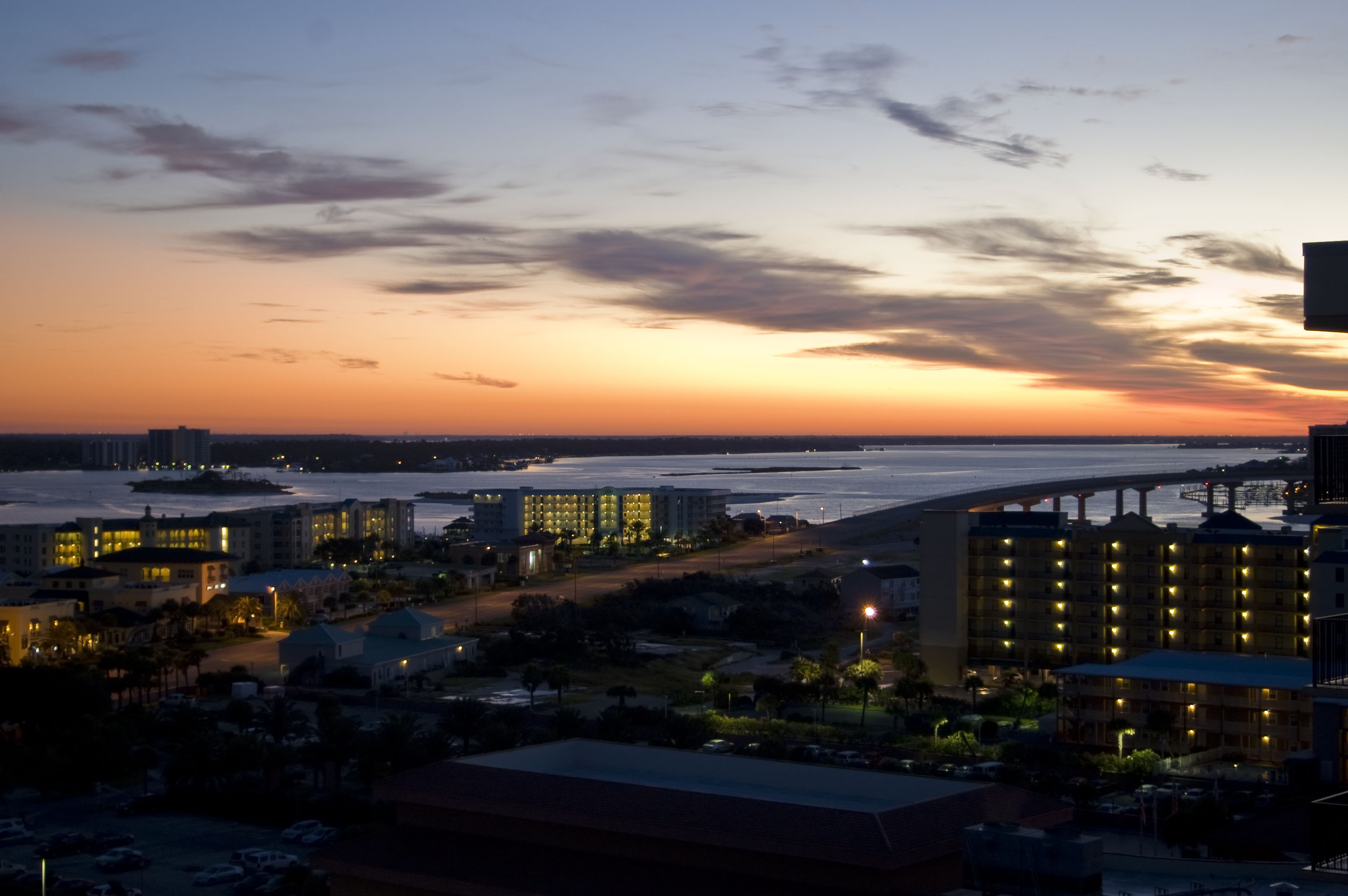
«Оранжевий» захід сонця на Орандж-Біч

Орандж-Біч розташований уздовж Мексиканської затоки за координатами 30°17′38″ пн. ш. 87°35′12″ зх. д. / 30.29389° пн. ш. 87.58667° зх. д. (30.293833, -87.586681). Це найсхідніший населений пункт на узбережжі Мексиканської затоки в Алабамі, межує з містом Пердідо Кі (Флорида) на сході, і з містом Галф-Шорс (Алабама) на заході. За даними Бюро перепису населення США в 2010 році місто мало площу 41,31 км², з яких 38,08 км² — суходіл та 3,23 км² — водойми.

### Клімат
| Клімат : Орандж-Біч      | Клімат : Орандж-Біч | Клімат : Орандж-Біч | Клімат : Орандж-Біч | Клімат : Орандж-Біч | Клімат : Орандж-Біч | Клімат : Орандж-Біч | Клімат : Орандж-Біч | Клімат : Орандж-Біч | Клімат : Орандж-Біч | Клімат : Орандж-Біч | Клімат : Орандж-Біч | Клімат : Орандж-Біч | Клімат : Орандж-Біч |
| Показник                 | Січ.                | Лют.                | Бер.                | Квіт.               | Трав.               | Черв.               | Лип.                | Серп.               | Вер.                | Жовт.               | Лист.               | Груд.               | Рік                 |
| Абсолютний максимум, °C  | 29,4                | 30,6                | 33,3                | 36,1                | 38,3                | 40,6                | 41,7                | 42,2                | 39,4                | 36,7                | 31,7                | 28,3                | 42,2                |
| Середній максимум, °C    | 16,1                | 17,8                | 21,1                | 23,9                | 28,3                | 31,1                | 32,2                | 32,2                | 30,6                | 26,1                | 21,7                | 17,8                | 25,0                |
| Середній мінімум, °C     | 6,1                 | 7,2                 | 11,1                | 13,9                | 18,3                | 22,2                | 23,3                | 23,3                | 21,1                | 15,0                | 10,6                | 7,2                 | 15,0                |
| Абсолютний мінімум, °C   | −15,6               | −12,8               | −7,2                | −1,7                | 3,3                 | 11,1                | 18,9                | 15,6                | 6,7                 | −2,2                | −3,9                | −13,9               | −15,6               |
| Норма опадів, мм         | 145                 | 123                 | 161                 | 101                 | 112                 | 131                 | 180                 | 155                 | 171                 | 108                 | 113                 | 102                 | 1602                |
| ------------------------ | ------------------- | ------------------- | ------------------- | ------------------- | ------------------- | ------------------- | ------------------- | ------------------- | ------------------- | ------------------- | ------------------- | ------------------- | ------------------- |
| Джерело: IntelliCast.com |                     |                     |                     |                     |                     |                     |                     |                     |                     |                     |                     |                     |                     |

## Демографія
Згідно з переписом 2010 року, у місті мешкала 5441 особа в 2492 домогосподарствах у складі 1544 родин. Густота населення становила 132 особи/км².  Було 11726 помешкань (284/км²).
Расовий склад населення:
| - 94,3 % — білих - 0,8 % — азійців - 0,7 % — корінних американців - 0,6 % — чорних або афроамериканців - 1,4 % — осіб інших рас |

До двох чи більше рас належало 2,2 %. Частка іспаномовних становила 2,6 % від усіх жителів.
За віковим діапазоном населення розподілялося таким чином: 18,7 % — особи молодші 18 років, 62,1 % — особи у віці 18—64 років, 19,2 % — особи у віці 65 років та старші. Медіана віку мешканця становила 45,5 року. На 100 осіб жіночої статі у місті припадало 98,8 чоловіків;  на 100 жінок у віці від 18 років та старших — 97,8 чоловіків також старших 18 років.
Середній дохід на одне домашнє господарство  становив 82 303 долари США (медіана — 57 535), а середній дохід на одну сім'ю — 96 860 доларів (медіана — 65 017). Медіана доходів становила 39 516 доларів для чоловіків та 39 063 долари для жінок. За межею бідності перебувало 10,5 % осіб, у тому числі 11,7 % дітей у віці до 18 років та 10,1 % осіб у віці 65 років та старших.
Цивільне працевлаштоване населення становило 2480 осіб. Основні галузі зайнятості: мистецтво, розваги та відпочинок — 20,0 %, освіта, охорона здоров'я та соціальна допомога — 18,4 %, фінанси, страхування та нерухомість — 15,2 %, роздрібна торгівля — 12,8 %.

## Спорт
Влада міста проводить безліч спортивних заходів та турнірів в місті в Orange Beach Sportsplex. Спортсплекс розташований на північ від Gulf State Park недалеко від пристані, включає в себе футбольний стадіон з місткістю 1500 осіб. Також в спорткомплексі є поля для бейсболу та софтболу.
У спорткомплексі неодноразово проводились змагання з жіночого футболу під назвою «SEC Women's Soccer Tournament», та турнір з чоловічого та жіночого футболу «NCAA Division II». Об'єкт раз служив домашньою ареною для команди «Alabama Lightning» в змаганнях «Північної Ліги Американського футболу».
Найвище колесо огляду в Південно-Східній частині міста, на висоті 112 футів (34 м), розташоване на пристані.